# Jean-Baptiste Bagaza
Jean-Baptiste Bagaza (29 agosto 1946 – Bruxelles, 4 maggio 2016) è stato un politico e militare burundese.
Secondo Presidente della repubblica del Burundi dal 1976 al 1987. Di famiglia tutsi - hima, appartenente al clan dei Bayanza, cugino del predecessore Michel Micombero.